# Анвар, Зайна
Зайна Анвар — активистка и мусульманская феминистка. Была главой общественной организации Сестры в Исламе более двух десятилетий, прежде чем уйти в отставку. В 2013 году Международный музей женщин назвал её одной из 10 самых влиятельных мусульманок.

## Фон
Зайна Анвар родилась в малайзийском штате Джохор в семье своего отца Тан Шри Хаджи Анвара бин Абдул Малика и матери Саоды бте Абдуллы, домохозяйки. Считается, что человеком, который дал Объединенной малайской национальной организации или ОМНО её название — первоначально Объединённая малайская организация, был её отец. Это произошло на встрече в Бату-Пахате, когда семь основателей ОМНО из Джохор-Бару встретились с Онн Бин Джафаром, чтобы призвать к объединению все разрозненные малайские националистические группы того времени. Позже он стал личным секретарем Онна, когда Онн стал Ментери Бесаром Джохора.

### Семья
В 1997 году умер её отец, в 1998— её мать.
Зайна училась в школе для девочек имени Султана Ибрагима в городе Джохор-Бару. Её любимыми предметами были английский язык и английская литература.
Однажды, случайно зайдя в учительскую, она обнаружила нелестную характеристику своей персоны: «Слишком энергичная, слишком игривая, слишком разговорчивая, слишком непослушная». Из-за этого она так и не стала префектом.
Зайна Анвар присоединилась к группе начинающих журналистов в тогдашнем Технологическом институте Мара в Шах-Аламе в 1972 году (ныне Университет Технологии Мара, UiTM).
Сделав себе имя журналиста в газете New Straits Times, Зайна поступила в магистратуру Бостонского университета в США в 1978 году и изучала международное право и дипломатию в Школе права и дипломатии Флетчера, Тафтс. Университет (также в США), до 1986 года.
Работала в аналитическом центре Института стратегических и международных исследований с 1986 по 1991 год, а затем стала главным программным директором отдела политических вопросов Секретариата Содружества в Лондоне. Она вернулась в аналитический центр с 1994 по 1996 год, потом ушла и два года работала фрилансером.

## Сестры в Исламе
Анвар участвовал в организации Сестры в Исламе в течение двух десятилетий в качестве её лидера. При ней небольшая организация превратилась в глобальную, а Анвар приглашают выступать с лекциями по всему миру.
В 1987 году группа женщин-юристов основала движение по изучению проблем мусульманских женщин в судах. В 1990 году движение официально стало называться «Сестры в Исламе». Целью Зайны Анвар было бросить вызов законам и политике, принятым во имя ислама и дискриминирующим женщин.
Женщины организации изучили Коран, чтобы самим понять его содержание, а не из различных интерпретаций. Выяснилось, что о многоженстве в Коране сказано следующим образом: «Если вы не можете относиться к ним одинаково, то женитесь только на одной».

### Вклад
Под руководством Зайны Анвар организация «Сестры в исламе» открыла публичное пространство для дебатов и дала женщинам возможность высказываться по поводу своих прав в соответствии с законами шариата. Посредством своих форумов и образовательных программ «Сестры в исламе» показали, что проблемы мусульманских женщин «не являются монополией богословов, и каждый имеет право говорить».
«Сестры в исламе» влияли на поправки к исламскому семейному законодательству, поддержали равенство и справедливость для женщин, обсудили одежду и скромность, право на опеку, права женщин-судей, основные свободы в исламе, а также отступничество и свободу религии.
Организация выявила разнообразие интерпретаций ислама и определила, каким мнениям женщины хотят следовать.

### Критика
На протяжении многих лет Зайну Анвар считали нетипичной для образа «доброй малайско-мусульманской женщины».
Мусульманские чиновники из Департамента исламского развития (Джаким), государственные религиозные организации, Исламская партия Малайзии обвиняли её и возглавляемую ею организацию в отсутствии формального исламского статуса. Тем не менее, некоторые наиболее либеральные муфтии (главные священнослужители в соответствующих штатах) выступали на семинарах «Сестёр в исламе».
Страдающие от пурды женщины Ирана, выразили солидарность с «Сестрами в исламе» против малазийских мусульманских чиновников, защищающих многоженство.

### Текущее участие
Хотя Анвар покинула пост главы организации «Сестры в исламе», она осталась в совете директоров, одновременно являясь директором проекта глобального движения за справедливость и равенство в мусульманской семье, основанного организацией «Сестры в исламе».
Со стороны государственных религиозных правительственных органов, таких как Меджлис Агама Ислам Джохор, прозвучала критика взглядов организации «Сестры в исламе» на ислам вообще и на исламское наказание в деле Картики, в соответствии с которым мусульманка была приговорена к наказанию палкой за употребление алкоголя. Анвар также был допрошена отделом уголовного преследования Департамента уголовных расследований по поводу позиции «Сестер в исламе» по этому вопросу.

## Социальный вклад
Анвар была назначена комиссаром Комиссии по правам человека Малайзии или Сухакама. Однако она ушла, потому что чувствовала незначимость данного движения.
Зайна Анвар выступала на Всемирном экономическом форуме в Давосе, Швейцария, и на ежегодной серии лекций Школы государственной политики Ли Куан Ю в Сингапуре. В Гарвардском университете 8 апреля 2008 года она выступила с основным докладом на тему «Ислам, права человека и активизм». Она также выступила с речью на тему «Какой ислам, чей ислам? От женоненавистничества к равенству» в Колледже Вильгельма и Марии.